# Новокриворізький гірничо-збагачувальний комбінат
Новокриворізький гірничо-збагачувальний комбінат, ВАТ — розташований в м. Кривий Ріг на однойменному житловому масиві, складається з двох збагачувальних фабрик та трьох аглофабрик.
Фабрика № 1 експлуатується з 1959 р., збагачувальна фабрика № 2 — з 1975 року.
З 1998 року НКГЗК входить до складу Криворізького Державного гірничо-металургійного комплексу «Криворіжсталь». Сировинну базу комбінату складають кварцити Новокриворізького і Валявкінського родовищ, які розташовані у центральній частині південного району Криворізького залізорудного басейну. Продуктивними є перший, другий та четвертий залізисті горизонти, що у приповерхневій зоні окиснені до 300 м. Родовища відробляється відкритим способом, максимальний розмір шматка руди 450—1200 мм. Стан запасів на 01.01.2003 р. підготовлених до розкриття 6,687 млн т, готових до виїмки 2,866 млн т, забезпеченість до виїмки запасами 2,5 млн т сировини на місяць. В середньому НКГЗКа видобуває 15,2 млн т руди на рік. Руда на фабрику подається залізорудним транспортом. Технологічна схема збагачення фабрики № 1 і № 2 включає три стадії подрібнення і 4 стадії магнітної сепарації. У кожній стадії отримують відходи, а промпродукт переробляється далі. У результаті із руди з масовою часткою загального заліза (Fe заг) 34,37 %, заліза магнітного (Feм) 25,33 % отримується концентрат з масовою часткою Fe заг 65,5 %, вологістю близько 10 %. В середньому на рік комбінатом випускається 6,7 млн т концентрату і 6,5 млн т агломерату. У агломераті масова частка Fe заг — 53,36-54,13 %. На комбінаті встановлені дробарки типу ККД 1500/180; КСД 2200; КМД 2200; на збагачувальних фабриках — млини МШЦ 3,6 х 5,0; МШР 4,5 х 5,0; МШЦ 4,5 х 5,0; магнітні сепаратори типу ПБМ-120/250; вакуум-фільтри Ду-100. Питомі витрати електроенергії станом на 01.01.2003 р. на 1 т концентрату 116,2 кВтּгод, на 1 т агломерату 55,19 кВтּгод. Перспективний проект — отримання і випуск високоякісних залізорудних концентратів із магнетитових кварцитів і удосконалення технології збагачення гематитових кварцитів з метою отримання концентратів з масовою часткою заліза загального близько 64 %.

## Об'єми виробництва
Концентрат: 
- 2018 — 9,458 млн т
- 2019 — 9,886 млн т